# Mały Głód
Mały Głód – postać fikcyjna z reklamy (tzw. bohater marki), reklamująca serki Danio, stworzona w 2004 roku przez agencję reklamową Young & Rubicam.

## Historia

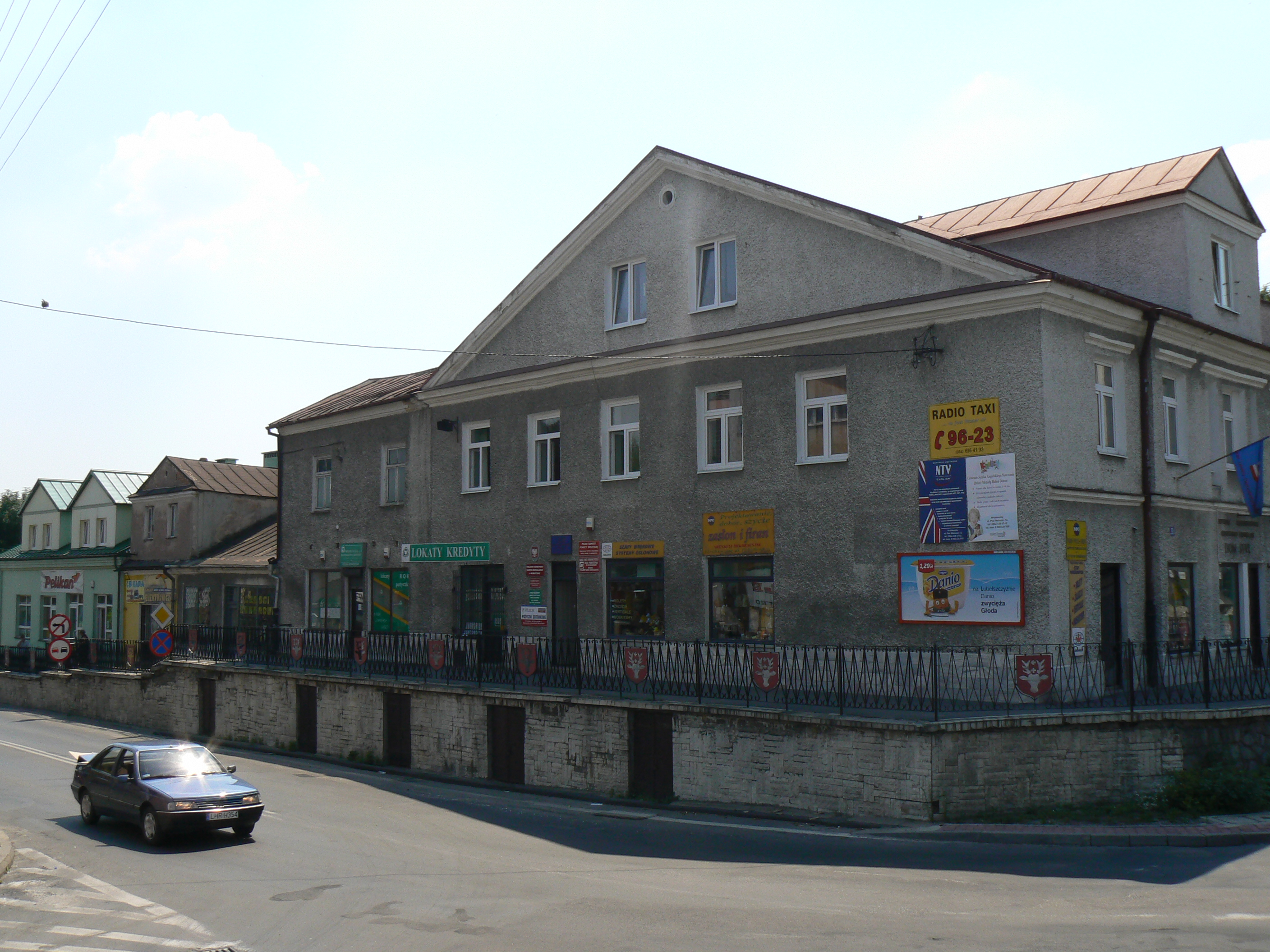
Billboard promujący serek Danio z Małym Głodem (widoczny po prawej stronie) w Hrubieszowie, 2007

W 1994 roku firma Danone zaczęła produkować serek homogenizowany Danone, którego nazwę dwa lata później zmieniono na Danio, co miało nawiązywać do małej przekąski między posiłkami, tj. małego dania. W 2004 firma zaprezentowała postać Małego Głoda, którą to stworzyła agencja reklamowa Young & Rubicam. Koncept i pierwsze scenariusze reklam stworzyły Martyna Skibińska i Maja Szmidt, a postać Małego Głoda narysowała Agnieszka Sadurska. Powstało siedem modeli lalek Małego Głoda, wykorzystywanych podczas tworzenia reklam, a autorką lalek jest projektantka zabawek Elżbieta Żelezik.
W reklamach z postacią Małego Głoda wykorzystano hasło metoda na Głoda. Z założenia Mały Głód jest złośliwą i natarczywą maskotką, która swoim zachowaniem przypomina uczucie głodu. W latach 2004–2014 powstało ok. 30 spotów reklamowych z Małym Głodem. W reklamach postać atakowała przypadkowe osoby w ich mieszkaniach. W 2016 roku powstała kampania reklamowa, w której Mały Głód zaczął atakować w mieście. Kampanię reklamową przygotowała agencja Y&R Warsaw. W jednym ze spotów wykorzystano motywy zapożyczone z filmu Matrix. Na nagraniu Mały Głód ma na sobie czarny płaszcz, zdejmuje okulary i unika zderzenia z kawałkami czekolady. Po zranieniu przez jeden z odłamków czekolady Mały Głód jest przygniatany serkiem Danio. W tle pojawiają się cyfry Matrixa, cena serka, a narrator w tle mówi: Danio, czekoladowa metoda na Głoda.
W 2008 roku kampanię reklamową z Małym Głodem nagrodzono brązem w plebiscycie Effie Awards w kategorii Longterm Excellence, dwa lata później zaś nagrodę srebrnego bębna w kategorii Interactive w konkursie Golden Drum otrzymała kampania Wielka inwazja Małego Głoda.
Na przestrzeni lat Mały Głód przestał być wyłącznie bohaterem reklam serków Danone. Stał się również postacią fikcyjną, pojawiającą się niezależnie od reklamowanego produktu.
Postać Małego Głoda pojawiła się w kampaniach reklamowych promujących serki Danio w innych państwach. W kampanii reklamowej w Wielkiej Brytanii z 2014 roku postać nazywa się The Grumbler, a w Argentynie – Pachorra. Spoty z maskotką emitowano również w Brazylii.
Ostatnia seria reklam telewizyjnych została wyemitowana w 2020. W 2021 roku zakończono produkcję reklam serka Danio z postacią Małego Głoda. Decyzję uzasadniono tym, że jego postać nie pasuje do dzisiejszych trendów w przemyśle spożywczym. Po usunięciu postaci z reklam Danio, postać Małego Głoda była używana na krótki czas w Too Good To Go. We wrześniu 2023 roku, postać po dwuletniej przerwie powróciła do kampanii reklamowych produktów Danio, przygotowanych przez agencję Feeders Agency.

## Mały Głód w języku polskim
Mały Głód jest przedstawiany jako antonim związku frazeologicznego wilczy głód. Powiedzenie Mały głód wpisuje się we współczesny styl życia, gdzie dieta odgrywa dużą rolę, podczas gdy wilczy głód jest utożsamiany z zaburzeniami odżywania (anoreksją i bulimią).

## Mały Głód w Internecie
16 listopada 2009 roku na portalu społecznościowym Facebook powstał profil Małego Głoda, który do 12 stycznia 2016 roku miał 1,1 mln polubień. Profil Małego Głoda był trzecim polskim profilem, który przekroczył granicę stu tysięcy polubień. Istniała również strona internetowa Małego Głoda, stworzona przez agencję Pride&Glory Interactive (grupa Heureka), na zlecenie firmy Danone. Na stronie była możliwość stworzenia fotomontażu własnego zdjęcia z postacią Małego Głoda i jej udostępnienia.